# حق مطالعه
حق مطالعه (انگلیسی: The Right to Read) یک داستان کوتاه به نویسندگی ریچارد استالمن، بنیان‌گذار بنیاد نرم‌افزار آزاد است. این داستان برای اولین بار در نشریهٔ Communications of the ACM (سال ۴۰، شمارهٔ ۲) در ماه فوریه ۱۹۹۷ به چاپ رسیده‌است. این داستان یک داستان اخطارآمیز است که در سال ۲۰۴۷ اتفاق می‌افتد، زمانی که تکنولوژی‌های دارای مدیریت حقوق دیجیتال (DRM) برای محدود کردن مطالعهٔ کتاب به کار گرفته شده‌اند: زمانی که به اشتراک گذاشتن کتاب و مطالعهٔ محتویات آن دارای جرم و مجازات حبس است.
این داستان در مورد تأثیر مدیریت حقوق دیجیتال (DRM) بر نیازهای دانشجویان است، هنگامی که لیزا (یکی از شخصیت‌های داستان) از دن هالبرت (شخصیت دیگر داستان) درخواست می‌کند که رایانه‌اش را به او قرض دهد. رایانهٔ لیزا خراب شده بود و اگر او نمی‌توانست رایانه‌ای را قرض کند، در پروژهٔ میان‌ترمش مردود می‌شد. دن در وضعیت دشواری قرار می‌گیرد که مجبور است به لیزا کمک کند؛ اما اگر رایانه‌اش را به او قرض دهد، ممکن است لیزا کتاب‌هایش را بخواند. در شرایطی که اجازهٔ خواندن کتاب‌های خریداری شده توسط شخصی به دیگری، مجارات حبس دارد.
قبل از استفاده از مدیریت حقوق دیجیتال (DRM) تکنولوژی گسترده بود (هر چند که از استفاده از DRM در دی‌وی‌دی‌ها از سال‌های پیش شروع شد، و نرم‌افزارهای انحصاری مختلف از دههٔ ۱۹۷۰ میلادی از روش‌هایی برای جلوگیری از کپی کردن استفاده می‌کنند) و مقاله پیش‌بینی راهکارهای مبتنی بر سخت‌افزار برای محدود کردن کاربران در چگونگی دسترسی به محتوا است، مانند محاسبات قابل اعتماد.

## یادداشت نویسنده در مورد داستان
ریچارد استالمن نویسندهٔ داستان در سال ۲۰۰۷ در بارهٔ داستان نوشته‌است که:
حق مطالعه مبارزه‌ای است که امروز در حال انجام است. اگرچه شاید ۵۰ سال طول بکشد تا مسیر کنونیِ زندگی به درون تاریکی فرورود، اما بیشتر قوانینی که در این داستان توضیح داده شد، هم‌اکنون پیشنهاد شده‌اند؛ بسیاری از آنان هم‌اکنون در قانون آمریکا یا کشورهای دیگر به تصویب رسیده‌اند. در سال ۱۹۹۸ Digital Millenium Copyright Act قوانین اساسی برای محدود کردن خواندن و امانت دادنِ کتاب‌های الکترونیکی (و دیگر آثار) را بنا نهاد. اتحادیهٔ اروپا طی دستورالعملِ کپی‌رایتِ سالِ ۲۰۰۱ محدودیت‌های مشابهی را تحمیل کرد. در فرانسه، مطابق قانون DADVSI که در سال ۲۰۰۶ تصویب شد، تنها در اختیار داشتن DeCSS، یک نرم‌افزار آزاد برای کدگشاییِ فیلم‌های DVD، جرم محسوب می‌شود.
یکی از تصوراتی که در داستان مطرح شد، تا سال ۲۰۰۱ در دنیای واقعی پیشنهاد نشد. این تصور که FBI و مایکروسافت رمز عبور ریشهٔ کامپیوترتان را از شما مخفی کنند.
طرفداران این طرح شیطانی نام «محاسبات قابل اعتماد» و «پالادیوم» را بر آن نهاده‌اند. ما آن را «محاسبات خیانت‌کارانه» می‌نامیم، چرا که باعث می‌شود کامپیوترتان به جای شما از شرکت‌ها اطاعت کند. این طرح در سال ۲۰۰۷ به عنوان بخشی از ویندوز ویستا پیاده‌سازی شد. انتظار داریم که اپل نیز اقدام مشابهی انجام دهد. در این طرح شیطانی، سازندهٔ کامپیوتر است که کدِ سرّی را محافظت می‌کند، اما FBI نیز مشکلی برای دریافت آن نخواهد داشت.
آنچه مایکروسافت از آن حفاظت می‌کند دقیقاً یک رمز عبور، از دیدگاه سنتی نیست؛ هیچ شخصی هرگز آن را در یک ترمینال تایپ نخواهد کرد. بلکه یک کلید امضا شده و کدگذاری شده‌است که با کلید دیگری که در کامپیوتر ذخیره شده در ارتباط است. این امر، مایکروسافت و به‌طور بالقوه هر وب‌سایتی که با مایکروسافت هم‌دست است را قادر می‌سازد تا کنترلی بدون محدودیت بر آنچه یک کاربر در کامپیوتر خود انجام می‌دهد اعمال کنند.
— ریچارد استالمن، حق مطالعه، یادداشت نویسنده